# 怯烈氏 (拜住母)
怯烈氏，元朝女性人物，兀都带的妻子，拜住的母亲。
怯烈氏二十二岁守寡，他对拜住要求很严。拜住二十岁為太常禮儀院使，属吏到他家請他签字，拜住在後园看人做游戏，出来得稍晚，其母厲聲呵斥：「官事不治理，这种行为是大人干的事吗？」拜住深加克責。一日拜住入宫侍宴，元英宗素知他不飲酒，还是强迫他喝了好几杯，回家后，怯烈氏给他说：「天子試你的酒量，所以强迫你飲酒。你當日益警戒畏懼，不要沉湎于酒。」又常代替皇帝祭祀睿宗原廟，歸侍左右，母怯烈氏問他：「真定官府待你怎么样？」他说：「待我很尊重。」怯烈氏说：「这是天子之威、先世勳德的缘故，你有什么作为呢？」拜住之賢，是其母的教诲。後怯烈氏被封为東平王夫人。